# 南カルヤラ県
南カルヤラ県（みなみカルヤラけん、フィンランド語: Etelä-Karjala、スウェーデン語: Södra Karelen、カレリア語: Suvi-Karjalan muakundu）は、フィンランドの行政区である。カルヤラの部分を英語読みし、南カレリア県とも書かれる。キュメンラークソ県、南サヴォ県、北カルヤラ県に接しており、南東でロシア連邦のカレリア共和国と国境を接している。県庁所在地はラッペーンランタ。
Eteläは南を指し、Etelä-Karjalanはカルヤラ地域の南を表す用語である。南カルヤラ県は現フィンランド領カルヤラのうち南の部分を表している。
6900平方km程の広さに、127,757人の人口がいる。

## 歴史
カルヤラの歴史、フィンランド領カルヤラの歴史を参照

## 県章
県章はカルヤラ県時代の紋章の一部を含んだ形となっている。

## 自治体
南カルヤラ県には2つの郡があり、その下に10の自治体がある。
| イマトラ郡: - イマトラ（Imatra） - パリッカラ (Parikkala) - ラウトヤルヴィ (Rautjärvi) - ルオコラハティ (Ruokolahti) | ラッペーンランタ郡: - ラッペーンランタ（Lappeenranta） - レミ (Lemi) - ルーマキ (Luumäki) - サヴィタイパレ (Savitaipale) - スオメンニエミ (Suomenniemi) - タイパルサーリ (Taipalsaari) |